# لا بارد
لا بارد (به فرانسوی: La Barde) یک کمون در فرانسه است که در Canton of Montguyon واقع شده‌است.

## خصوصیات
لا بارد ۲۱٫۲۵ کیلومترمربع مساحت و ۴۲۸ نفر جمعیت دارد و ۳۴ متر بالاتر از سطح دریا واقع شده‌است.